# Веркьер
Веркьер (фр. Verquières) — коммуна на юго-востоке Франции в регионе Прованс — Альпы — Лазурный Берег, департамент Буш-дю-Рон, округ Арль, кантон Шаторенар.
Площадь коммуны — 4,59 км², население — 786 человек (2006) с тенденцией к стабилизации: 799 человек (2012), плотность населения — 174,1 чел/км².

## Население
Население коммуны в 2011 году составляло 815 человек, а в 2012 году — 799 человек.
| 1962 | 1968 | 1975 | 1982 | 1990 | 1999 | 2006 | 2011 | 2012 |
| ---- | ---- | ---- | ---- | ---- | ---- | ---- | ---- | ---- |
| 296  | 335  | 316  | 508  | 654  | 801  | 786  | 815  | 799  |

Динамика населения:

## Экономика
В 2010 году из 550 человек трудоспособного возраста (от 15 до 64 лет) 406 были экономически активными, 144 — неактивными (показатель активности 73,8 %, в 1999 году — 73,0 %). Из 406 активных трудоспособных жителей работали 352 человека (187 мужчин и 165 женщин), 54 числились безработными (28 мужчин и 26 женщин). Среди 144 трудоспособных неактивных граждан 40 были учениками либо студентами, 58 — пенсионерами, а ещё 46 — были неактивны в силу других причин.
На протяжении 2010 года в коммуне числилось 297 облагаемых налогом домохозяйств, в которых проживало 805,5 человек. При этом медиана доходов составила 18 тысяч 271 евро на одного налогоплательщика.